# Яковлевка (Курганская область)
Яковлевка — деревня в Щучанском районе Курганской области. Входит в состав Чистовского сельсовета.

## История
До 1917 года входила в состав Сухоборской волости Челябинского уезда Оренбургской губернии. По данным на 1926 год состояла из 228 хозяйств. В административном отношении являлась центром Яковлевского сельсовета Миасского района Челябинского округа Уральской области.

## Население
| 1989 | 2002 | 2010 |
| ---- | ---- | ---- |
| 268  | ↘175 | ↘141 |

По данным переписи 1926 года в деревне проживало 1172 человека (559 мужчин и 613 женщин), в том числе: русские составляли 99 % населения.